# Amanita spreta
Amanita spreta là một loài nấm thuộc chi Amanita trong họ Amanitaceae.

## Miêu tả
Amanita spreta có mũ nấm màu nâu xám với những kẻ ở mặt trên.